# Átok rátok lányok (Bűbájos boszorkák)
Az "Átok rátok lányok" a Bűbájos boszorkák televíziós sorozat első évadjának a nyitó epizódja. A részt a sorozat megalkotója és vezető producere, Constance M. Burge írta és John T. Kretchmer rendezte. Az USA-ban 1998. október 7-én a The WB csatornán mutatták be. Az "Átok rátok lányok" volt a Bűbájos boszorkák legnézettebb része. 7,7 millió néző látta, és ezzel ez lett a The WB legnézettebb premierje. Később a Smallville első része ért el ennél nagyobb nézettséget.
A sorozat három Halliwell nővér életét mutatja be, akik együtt a Bűbájosok: Prue (Shannen Doherty), Piper (Holly Marie Combs) és Phoebe Halliwell (Alyssa Milano). Megmutatja, hogyan birkóznak meg nagyanyjuk halálával, és az örökséggel, mely kicsit több, mint a ház, amiben felnőttek. Mindhármuknak adatott valami természetfeletti erő: Prue értett a telekinézishez, Piper be tudta fagyasztani az időt, Phoebe pedig a jövőbe látott. Együtt normális életet próbálnak meg élni San Fransiscóban, miközben démonokkal és szellemekkel harcolnak, miközben megpróbálják titokban tartani természetfeletti képességeiket.

## Cselekmény
|  | Alább a cselekmény részletei következnek! |

A történet egy gyertyákkal kialakított kisoltár előtt kántáló nő meggyilkolásával kezdődik, melyet egy titokzatos, fekete öltözéket viselő, késsel felszerelkezett személy végez el.
A következő képkocka már a valódi cselekményszálat kezdi meg; Piper Halliwell az esőtől ázva érkezik meg a Halliwell-házba, ahol nővére, Prue Halliwell éppen egy csillárt javítgat. Párbeszédükből kiderül, hogy Piper éppen egy másnap esedékes próbafőzésre készül, s az ott elkészítendő recept hozzávalóit kellett neki San Francisco kínai negyedében beszereznie. Miközben az udvarlójától, Jeremytől kapott rózsákat vizsgálgatja, Piper felfedezi az asztalon heverő régi szellemtáblát, melyet még Prue hozott fel a pincéből. A szellemtábla nem ismeretlen a nővérek számára, a hátlapján található egy idézet édesanyjuktól. Miután a testvérek elhagyják a helyiséget, a szellemtábla mutatója mozgásba lendül…
A rendőrség még aznap este kiszáll az epizód elején történt gyilkosság helyszínére. Mint kiderül, nem ez a legelső hasonló eset: a húsz év körüli meggyilkolt nők mind egy-egy oltár előtt találtatnak meg, s mindegyikük a kelta Triquetra szimbólumot viseli. Andy Trudeau nyomozó boszorkánygyilkosságokra gyanakszik, azonban társa, Darryl Morris nem ért vele egyet.
Prue legnagyobb problémája, hogy az időközben tovább erősödő viharban miért nem működnek a ház csillárjai. Piper ekkoz felhozza a témát, hogy jó ötlet egy lakótársat maguk mellé fogadniuk, s közli Prue-val, hogy legkisebb húguk, Phoebe Halliwell, aki eddig New Yorkban élt, visszaköltözik a Halliwell-házba. Prue azonban lehordja Pipert, amiért beleegyezett ebbe, hiszen Prue és Phoebe nem igazán jönnek ki egymással, ugyanis Prue állítása szerint Phoebe kikezdett a legidősebb nővér barátjával, Rogerrel, azonban ezeket a vádakat Phoebe tagadja. Prue arra gyanakszik, a lány azért érkezik vissza, hogy megkaparinthasson némi pénzt a ház eladásából, de Prue közli vele, hogy a ház nem eladó, mert az már generációk óta ehhez a családhoz tartozik.

Phoebe az Árnyékok Könyve varázsigéjével felszabadítja a Hármak Erejét

A szellemtáblát tanulmányozva a testvérek különös jelenség tanúi lesznek: a tábla mutatója ugyanis anélkül mozog, hogy valaki is irányítaná. Prue és Piper ugyan nem hisznek az esemény közvetlen szemtanújáúl szolgáló Phoebe-nek, mondván, mindig is ő volt az, aki a mutatót manuálisan mozgatta. A szellemtábla mutatója úgy vándorol ide-oda a betűk között, hogy a PADLÁS szó olvasható ki az üzenetből. Ebben a pillanatban az áram is elmegy a házban. A sötétség és a mozgó szellemtábla-mutató hatására Piper Jeremy-hez kíván menekülni, de Prue lebeszéli, s inkább a pincébe invitálja, hogy a tartalékbiztosítékot segítsen megtalálni. Phoebe eközben a padlásra tart. Némi próbálkozást követően Phoebe feladja, azonban a padlásajtó mégis kinyílik. A padlás elülső részén lévő ládára a Hold világít rá, ebben a ládában Phoebe egy könyvet talál, mely az Árnyak Könyve hangzatos címet viseli. A vaskos könyv első oldalán található verssorokat Phoebe ezután hangosan felolvassa. Az érkező Piper és Prue magukon kívül vannak, hogy Phoebe mindhármuk nevében olvasta fel a varázsigét. Prue észreveszi, hogy a könyv boszorkányságról szól, de Phoebe ragaszkodik azon állításához, hogy az időzítés pontosan alkalmas volt arra, hogy felvegyék az ereiket: a telekinézis, az időfagyasztás és a jövőbelátás erejét.
A következő napra már Phoebe kivételével a nővérek napirendre térnek az előző esti furcsa eseményeket követően. Phoebe az éjszaka folyamán az Árnyékok Könyvéből informálódik arról, hogy a három nővér, akik az ártatlanok védelmében fellépő boszorkányokként ismertek, a Bűbájosok, a legnagyobb valószínűséggel ők lennének, azonban egyedül van ezen a véleményen.
Prue udvarlója, Roger megszerezte magának azt a megbizatást, amelyet Prue vitt volna véghez, s a szituáció olyannyira felhergeli a legidősebb Halliwell-nővért, hogy akaratlanul kifolyatja a Roger ingzsebében lévő tollból a tintát. Időközben Piper főzővizsgáján úgy tűnik, elveszti az állást, ugyanis egyetlen összetevőt nem adott hozzá a próbaételhez, amikor Chef Moore, az étterem főszakácsa megkóstolna egy falatot. Azonban mielőtt a falat a séf szájához érne, a férfi mozdulatlanná dermed. Először Piper sem érti a dolgot, de végül felhasználja a lehetőséget, hogy javítson a recepten. Ezalatt Prue Roger irodájában felmond, újabb akaratlan gondokat okozva volt főnökének és barátjának. Pipert pedig ezalatt Jeremy csalja el egy kis kiruccanásra. Phoebe-nek pedig kerékpározás közben látomása érkezik, s ezzel sikerül megmentenie két görkorcsolyázó tinédzserfiút attól, hogy elüsse őket egy autó.
A balesetes Phoebe-t a kórházban meglátogatván, Prue összetalálkozik középiskolai szerelmével, Andy Trudeau nyomozóval, s míg a potenciális beteg nem elérhető állapotban van számukra, egy automatából szerzett kávé mellett elbeszélgetnek egymás jelenlegi életéről.
A Quake étteremben miután saját szemével győződött meg Phoebe igazáról, végre Prue is megérti, hogy valóban különleges erővel, a telekinézis képességével rendelkezik. Ezalatt Jeremy egy taxiban ülve Piperrel, elcsalja egy olyan elhagyatott épületbe, amelyről a San Francisco-Oakland Bay Bridge-re (a San Francisco-t Oakland-del összekötő öbölhídra) való kilátás lenyűgöző. Egy gyógyszerüzletben Phoebe segítségével Prue valóban tisztában lesz valódi képességeivel: egy egész sor gyógyszert lesodor idegességében anélkül, hogy hozzáérne.
Az elhanyagolt építési területen Jeremy egy liftben késsel rátámad Piperre, hogy megszerezze tőle is az erejét csak úgy, mint ahogyan azt a korábban általa meggyilkolt boszorkányok esetében is tette. Piper azonban ijedtében megfagyasztja Jeremy-t a lifttel együtt, s némi kreativitás felhasználásával sikerül hazamenekülnie. Egy a padláson elmondott varázslat és egy woodoo baba segítségével a nővéreknek úgy tűnik, sikerül eliminálniuk a gonosz warlockot, de Phoebe látomása később kideríti, hogy a bűbáj nem hatott kellő effektivitással.
A rémült testvérek a bejárati ajtóban találják a rózsatüskékkel átszabdalt testű, fenyegetőző Jeremyt, s mindannyian a padlásra menekülnek. Miután a warlock a barrikádnak épített bútorokat elmozgatja, a lányok nem tudják, mi tévők legyenek. Végül Prue ötleteként a szellemtábla hátuljára írt idézetet felhasználva és többször elkántálva sikerül elpusztítaniuk az életükre elsőként törő warlockot.
Az epizód zárójelenetében Andy érkezik Prue-hoz a következő nap reggelén, s randevúra hívja a legidősebb nővért, azonban Prue kezdetben visszakozik. Később elmeséli húgainak a felmerülő kétségeit, hogy a boszorkányok vajon randevúzhatnak-e, s végül arra a következtetésre jutnak, hogy a legjobb férfiak jutnak majd nekik. Az epizód azzal zárul, hogy Prue erejét felhasználva becsukja a bejárati ajtót maga mögött.

## Árnyékok Könyve

### Ellenségek
Jeremy Burns
Warlock. Már a Nagyi halála előtt figyelte a lányokat, s úgy tett, mintha Piper udvarlója lenne, eközben célja a Hármak Ereje megszerzése, és ezzel együtt az Árnyékok Könyve megkaparintása volt. San francisco-i újságírónak kiadva magát a mit sem sejtő Piper és Prue bizalmába férkőzött, azonban nem sokkal később Phoebe megérkezésével beteljesült a Hármak Ereje végzete, s a nővérek első próbálkozása vele szemben ugyan sikertelen volt, a szellemtábla hátuljára írt idézettel sikerült őt likvidálniuk.

### Varázslatok
Az Erő megszerzése
Halld most a boszorkák szavát, az éjszakában rejtőző titkokat! Megidéztetik legősibb istenünk. A mágia hatalmas Ereje kerestetik. Ezen éjszakában ebben az órájában megidéztetik az Ódon Erő. Küldd le a három testvérre az Erőt! Kell nekünk az Erő. Add nekünk az Erőt.
Megszabadulás egy szerelemtől
A szerelmed elhervad, majd eltűnik az életemből és a szívemből. Hadd legyek én Jeremy, és távozzak el örökre.
A Hármak Ereje felszabadít.

## Apróságok
- A ház előtti fán a sötétben egyetlen levél sem található, reggelre azonban teljesen kivirágzik. Ez azért van, mert a hasonló jelenetek még abból a verzióból származtak, amelyben Lori Rom játszotta Phoebe szerepét.
- A Quake-ben Prue és Phoebe arról vitáznak, hogy van-e valójában különleges erejük. Mikor Prue telekinézisével magához húzza a poharat, a cukor úgy megy át, mintha átteleportálná. Ezt a képességét Prue a későbbiekben már nem használja.
- A magyar szinkronban mialatt a nővérek a  „Hármak ereje felszabadít!” mondatot duruzsolták, nem, vagy csupán alig hallatszik Jeremy hangja, bár rendkívül fontos információkat tartalmaz.
- Piper a Jeremy-vel együtt ijedtében a liftet is megfagyasztja, ami eleve igen különös, tekintve, hogy a második próbálkozásáról van szó egész eddigi életében. Miután Jeremy kiolvad, a lift viszont nem olvad ki, hiszen akkor Jeremy húzná fölfelé Piper lábát.

## Gyártás
Először elkészítették a sorozat legelső részét, ami nem került adásba. Már itt is használták azt a Los Angelesben a Carroll Avenue  1329-ben lévő terepet, ami felbukkan a folytatásokban is.  Lori Rom és Chris Boyd alakította először Phoebe-öt és Andyt, de később mások kapták meg ezeket a szerepeket. Miután Lori Rom elhagyta a sorozatot, Aaron Spelling főproducer felkérte Alyssa Milanot – akit ő a Melrose Place-ből ismert – hogy vállalja ő a szerepet, majd pedig egy hangstudióba vonultak. 
Az adásba nem került rész bónusz lemezként szerepel a sorozat egészét tartalmazó DVD-kiadáson.

## Fogadtatás
2016-ban Gavin Hetherington a SpoilerTV-mn vezetett egy sorozatot Charmed címmel a műsor befejezésének 10. évfordulója környékén. Az első rész az első évadot tekintette át, a bevezető epizódot is beleértve. Gavin megjegyzése szerint az epizód „klasszikus”, és „ő szerette az epizódot.”